# Ceralocyna onorei
Ceralocyna onorei là một loài bọ cánh cứng trong họ Cerambycidae.